# Masías de San Pedro de Torelló (Barcelona)
Masías de San Pedro de Torelló es una entidad de población española del municipio de San Pedro de Torelló, perteneciente a la provincia de Barcelona, en la comunidad autónoma de Cataluña.

## Historia
Hacia mediados del siglo XIX, el lugar, por entonces con ayuntamiento propio, tenía contabilizada una población de 262 habitantes. Aparece descrito en el séptimo volumen del Diccionario geográfico, estadístico, histórico, biográfico, postal, municipal, marítimo y eclesiástico de España y sus posesiones de ultramar de Pablo Riera y Sans con las siguientes palabras:

MASIAS DE SAN PERE DE TORELLÓ 6 SAN PEDRO DE TORELLÓ. —P. R. con ayunt. Cuenta con 262 hab. y 111 edif., de los que 1 está habitado temporalmente y 63 inhabitados.—Org. civ. Corresponde á la prov. de Barcelona y al dist. de Vich para las elecciones de diputados provinciales y las de Córtes.-Org. mil. C. G. de Cataluña y G. M. de Barcelona.—Org. ecle. Pertenece á la dióc. de Vich, al arciprestazgo de Torelló y tiene una iglesia parroquial bajo la advocacion de San Pedro cuyo curato es de la categoría de ascenso.-Org. jud. Se halla adscrito al part. jud. de Vich y aud. de lo criminal y territ. de Barcelona, distando 14 k. de la primera de dichas pob. y 66 de la última.-Org. econ. Para el pago de sus impuestos depende de la Delegacion de Hacienda de su prov.—S. púb. Recibe y expide la corr. por la A. de Gerona á Vich, estacion, y esf. de Vich y cn. de Puigcerdá.-Ob. púb. y med. de com. Para verificar sus transportes y relacionarse con las demás pob. limítrofes, cuenta con diferentes caminos vecinales, en regular estado de conservacion.—Ins. púb. De fondos del municipio sostiénense las escuelas necesarias para los dos sexos, á las que asiste un número de alumnos en relacion con el de hab. -Art.,of., ind. La única ind. de esta localidad es la agrícola, ejerciéndose por algunos de sus moradores todas aquellas profesiones y of. mecanicos que son de más imprescindible necesidad.-Pob. Distribuídas por todo el tér. encuéntranse las casas que la forman sin que entre ellas se observe ninguna que merezca ser mencionada ni por su arquitectura, ni importancia histórica, aun cuando todas responden á las necesidades de sus destinos respectivos. El vecindario se encuentra bien surtido de aguas para el consumo doméstico y celebra su principal festividad el día de su santo Patrono.- Sit. geog. y top. En terreno algun tanto accidentado, disfrutando de buena ventilacion y clima saludable, encuéntrase situado este ayunt., cuyo tér. municipal confina por los cuatro puntos cardinales con los de Gurb, Torelló y Masías de Roda. El terreno es de mediana calidad, consistiendo las prod. en granos, frutas, legumbres, hortalizas y pastos, mantiénese algun ganado y hay caza de pelo y pluma.
(Riera y Sans, 1885, p. 76)

El municipio de Masías de San Pedro de Torelló desapareció de cara al censo de España de 1930, al incorporarse al de San Pedro de Torelló.

## Demografía
| Gráfica de evolución demográfica de Masías de San Pedro de Torelló entre 1842 y 1920 |
| |
| Población de derecho según los censos de población del INE. Población de hecho según los censos de población del INE.En este censo se denominaba Masías de Sant Pere de Torelló: 1857. Entre el censo de 1930 y el anterior, este municipio desaparece porque se integra en el municipio San Pedro de Torelló. |